# Himmelkron
Himmelkron este o comună din districtul Kulmbach, regiunea administrativă Franconia Superioară, landul Bavaria, Germania.

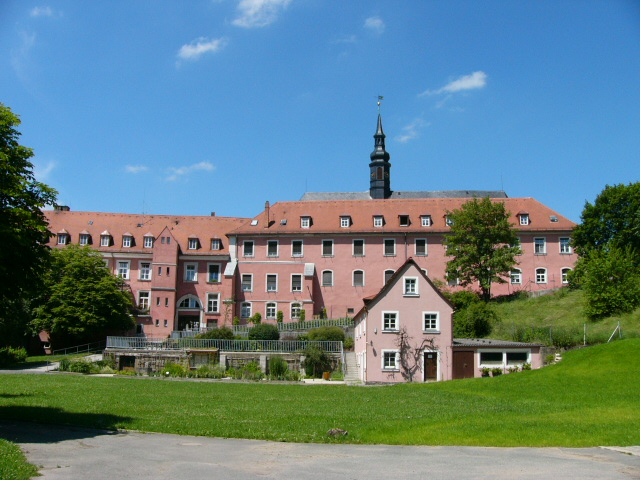
Himmelkron
(Mănăstirea)